# Christopher Hogwood
Christopher Jarvis Haley Hogwood CBE (10 tháng 9 năm 1941 – 24 tháng 9 năm 2014) là một nhạc trưởng, nghệ sĩ đàn harpsichord, nhà văn và là nhà âm nhạc học người Anh.

## Sách đã xuất bản
- Hogwood, Christopher (2005). Handel: Water Music and Music for the Royal Fireworks (Cambridge Music Handbooks). Cambridge University Press. ISBN 978-0-521-54486-3.
- Hogwood, Christopher (1988). Handel. Thames & Hudson Ltd. ISBN 978-0-500-27498-9.
- Hogwood, Christopher (1979). The Trio Sonata (Music Guides). BBC Books. ISBN 978-0-563-17095-2.
- Hogwood, Christopher (1980). Music at Court. Gollancz. ISBN 978-0-575-02877-7.